# Steve Railsback

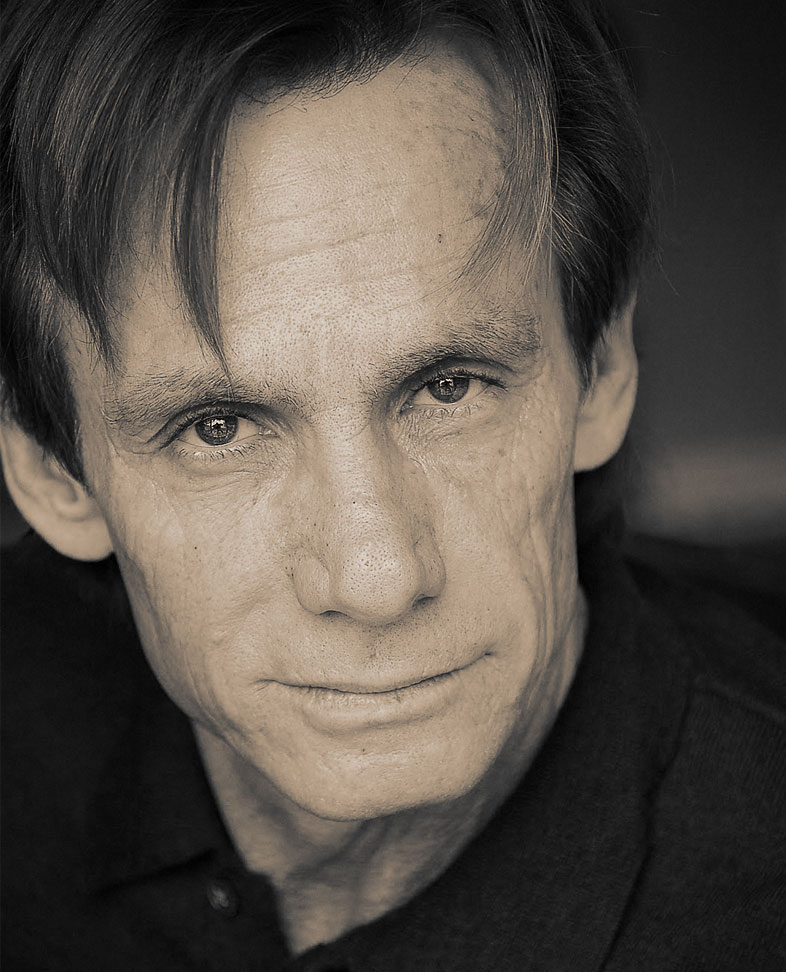
Steve Railsback (2010)

Steve Railsback (* 16. November 1945 in Dallas, Texas) ist ein US-amerikanischer Schauspieler.

## Leben und Leistungen
Railsback studierte Schauspielkunst bei Lee Strasberg und im Actors Studio. Am Ende der 1960er Jahre und in den 1970er Jahren trat er in den New Yorker Theatern auf. Sein Filmdebüt erfolgte im Thriller Die Besucher von Elia Kazan aus dem Jahr 1972. In der Actionkomödie Der lange Tod des Stuntman Cameron übernahm er neben Peter O’Toole und Barbara Hershey die Titelrolle von Cameron, für die er 1981 für den Golden Globe Award als Bester Nachwuchsdarsteller nominiert wurde.
Im SF-Actionfilm Insel der Verdammten übernahm er die Hauptrolle. Im SF-Horrorfilm Lifeforce – Die tödliche Bedrohung spielte er neben Peter Firth eine der Hauptrollen. Im Thriller Final Instinct trat er in einer der Hauptrollen an der Seite von Sharon Stone. Für die Hauptrolle im Thriller Ed Gein – The Wisconsin Serial Killer gewann er 2000 einen Preis des Festival Internacional de Cinema de Catalunya und 2001 einen Preis des Mostra Internazionale del Film de Fantascienza e del Fantastico di Roma.
Railsback war in den Jahren 1980 bis 1988 mit Jackie Giroux verheiratet, mit der er ein Kind hat. Im Jahr 1990 heiratete er Marcy, er hat mit ihr zwei Kinder.

## Filmografie (Auswahl)
- 1972: Die Besucher (The Visitors)
- 1976: Helter Skelter – Die Nacht der langen Messer (Helter Skelter)
- 1980: Der lange Tod des Stuntman Cameron (The Stunt Man)
- 1982: Insel der Verdammten (Turkey Shoot)
- 1982: Death Killer – Der laute Tod
- 1983: Die goldene Robbe
- 1985: Lifeforce – Die tödliche Bedrohung (Lifeforce)
- 1985: Cocaine Paradise
- 1986: Zwei unter Volldampf (Armed and Dangerous)
- 1987: Der Tod kommt auf sechs Beinen
- 1987: Insect (Blue Monkey)
- 1987: The Wind
- 1988: Tödliche Gier (Deadly Intent)
- 1988: Das vergessene Kommando
- 1990: Schmutziger Pakt
- 1990: Alligator II – Die Mutation (Alligator II: The Mutation)
- 1991: Final Instinct (Scissors)
- 1992: Earthquake: Inferno des Wahnsinns
- 1993: Sklave des Verlangens (Save Me)
- 1994: Blutsbande
- 1994: Akte X (The X-Files)  –  2 Episoden: Unter Kontrolle (Duane Barry) & Seilbahn zu den Sternen (Ascension)
- 1996: Barb Wire
- 1997: Höllenjagd nach San Francisco
- 1997: Ein Fremder in meinem Haus (Stranger in the House)
- 1997: Pressure Point: Im Auge des Terrors
- 1998: Dich kriegen wir auch noch! (Disturbing Behavior)
- 1999: Made Men
- 2000: Ed Gein – The Wisconsin Serial Killer (In the Light of the Moon)
- 2005: The Devil’s Rejects
- 2005: König einer vergessenen Welt (King of the Lost World)
- 2008: Rest Stop 2: Don´t look back
- 2008: Space of the Living Dead
- 2009: American Pie präsentiert: Das Buch der Liebe
- 2010: Once Fallen
- 2010: The Mentalist (Fernsehserie, eine Episode)
- 2012: Femme Fatales (Fernsehserie, 2 Episoden)
- 2014: Infiltrators
- 2015: Wild in Blue
- 2018: Gone Are the Days